# Włosek gruczołowy

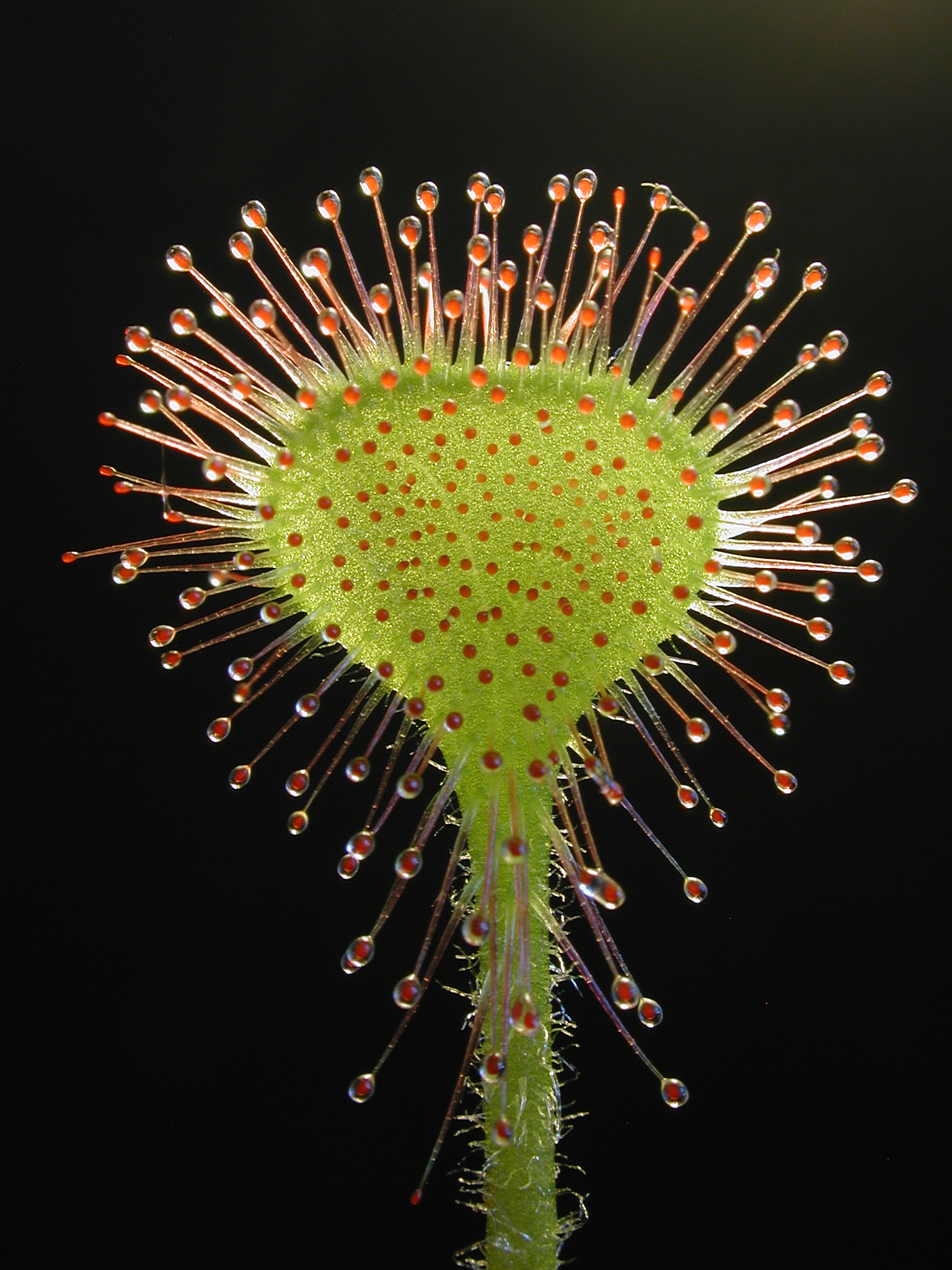
Włoski gruczołowe rosiczki okrągłolistnej

Włoski gruczołowe, włoski wydzielnicze – rodzaj włosków u roślin. Są to wytwory tkanki wydzielniczej na powierzchni epidermy, najczęściej wielokomórkowe. Są wytworami charakterystycznymi dla nadziemnych części roślin i pełnią rozmaite funkcje, np:
- u roślin owadożernych produkują enzymy trawienne rozkładające białka, tłuszcze i cukry, z których składa się ciało ofiary, do prostych związków, które roślina jest w stanie wchłonąć. Tego typu włoski wydzielnicze występują np. u rosiczki czy tłustosza,
- produkują olejki zapachowe, np. u różnych gatunków pelargonii, mięty i in.
- wydzielają żywicę spełniającą funkcje ochronne. Np. włoski na pąkach kasztanowca wytwarzają tak dużo żywicy, że okrywa on cały pąk grubą warstwą,
- pełnią funkcje obronne i zabezpieczają roślinę przez zgryzaniem przez zwierzęta, jak np. włoski parzące występujące u pokrzywy zwyczajnej.

Włoski wydzielnicze żyją dłużej od innych rodzajów włosków. Gdy ich protoplasty zamierają, delikatne ściany komórkowe włosków gruczołowych łamią się i włoski gruczołowe zazwyczaj wówczas odpadają od rośliny.